# San Miguelito (Honduras)
San Miguelito – gmina (municipio) w południowym Hondurasie, w departamencie Francisco Morazán. W 2010 roku zamieszkana była przez około 1,9 tys. mieszkańców. Siedzibą administracyjną jest miejscowość San Miguelito.

## Położenie
Gmina położona jest w południowej części departamentu. Graniczy z gminami:
- Alubarén od północy,
- La Libertad od południa,
- San José od wschodu,
- Curarén od zachodu.

## Miejscowości
Według Narodowego Instytutu Statystycznego Hondurasu na terenie gminy położone były następujące miejscowości:
- San Miguelito
- El Hato
- Santa Marta